# シャー・ルフ
シャー・ルフ（ペルシア語:شاه رخ ميرزا Šāhrukh Mīrzā、英語:Shah Rukh、漢籍:沙哈魯 1377年8月30日 - 1447年3月12日）は、ティムール朝の第3代君主（在位：1409年 - 1447年）。

## 生涯

### 即位まで
1377年に初代君主ティムールの四男としてサマルカンドに生まれた。シャー・ルフが生まれる直前にティムールはチェスをしており、城（ルフ、Rukh）の駒で王（シャー、Shah）手をかけた時に、ちょうど四男が生まれた報告を受けた。喜んだティムールは子に「シャー・ルフ」と名付けた伝承が残る。1397年にヘラートを中心とするホラーサーン地方を領地として与えられ、1401年のアンカラの戦いにも従軍し、彼の率いるホラーサーン軍は中軍の左翼に配置された。
1405年、父が明遠征途中にオトラルで病死した。ティムールは生前に嫡孫のピール・ムハンマド・ジャハーンギールを後継者に指名していたが、シャー・ルフとティムールの三男ミーラーン・シャーの子ハリール・スルタンは自身の名前をフトバと貨幣に用いて独立の意思を表し、2人の他にも帝位を窺う王族は多くいた。こうした状況下でシャー・ルフはミーラーン・シャーとハリール・スルタンの合流を阻止し、スライマーン・シャー、サイード・ホージャら反乱を起こした配下の貴族を討って地盤を固める。ピール・ムハンマドは配下によって暗殺され、ハリールが配下の反乱によってサマルカンドから追放された後、最後の有力者としてシャー・ルフが残った。1409年5月にシャー・ルフはサマルカンドに入城、ハリールを廃位して即位する。

### 即位後
シャー・ルフは即位前からの居住地であったヘラートに住み、1412年までに居所を宮殿からヘラート西北の「カラスの園」に移した。従来の首都サマルカンドには息子のウルグ・ベクを総督に、ベルグト部のシャー・マリクを後見人に置き、シャー・マリクを後見人から罷免した後はウルグ・ベクと国を2つに分けて共同統治を行う体制となった。治世の初期に親族、特に息子たちの反乱を恐れて頻繁に領地を変えた。3人の兄の子孫を中央から遠ざけるとともに姻族と腹心の部下を重用して自身の一族の権力を高めようとするが、効果は上がらなかった。事実、1414年にはファールスの総督に任じていたイスカンダル（兄ウマル・シャイフの子）が反乱を起こし、シャー・ルフ自らファールスに親征して翌1415年に殺害している。
各方面に派兵してティムール没後に失った領地の回復を試みたが、しかし黒羊朝の支配下に入ったアゼルバイジャンの奪回には失敗した。1420年、1429年、1433年の3度にわたる遠征を行い、最初の遠征では黒羊朝の指導者カラ・ユースフが没したため一度は支配下に戻るが、シャー・ルフが帰還した直後にカラ・ユースフの子イスカンダルが再独立した。イスカンダルの兄弟ジャハーン・シャーを対立王として擁立することで解決を図り、シャー・ルフ存命中のジャハーン・シャーは恭順の意思を示した。しかし、完全に従属させるには至らず、黒羊朝はシャー・ルフ没後に臣従関係を断ち切った。
1414年に北インドで成立したヒズル・ハーンのサイイド朝も、当初はフトバにシャー・ルフの名前を入れて臣従を表明していた。ヒズル・ハーンの子ムバーラク・シャーが即位するとサイイド朝はフトバからシャー・ルフの名前を削り、独立の意思を表すようになった。シャー・ルフが派遣した討伐の軍は敗れ、インド方面の回復に失敗した。
晩年にイラン高原で反乱を起こした孫を討伐するために遠征したとき、1447年3月12日にレイで陣没した。

## 対外政策
シャー・ルフ時代、帝国の周辺諸国に多くの使者が送られた。
父の代に敵対していた明との国交関係の修復は、シャー・ルフがサマルカンドに入城する前から行われていた。1408年にヘラートを訪れた明の使節の返礼として使者を北京に派遣し、これより明との間で使節のやり取りが行われた。明の永楽帝からは織物が、ティムール朝からはライオン、中央アジアの馬を互いに贈りあった。明から派遣された外交使節陳誠が記した『西域番国志』『西域行程記』には、当時のヘラートの繁栄が記されている。宣徳帝の治世になるとティムール朝の使者が中国を訪れることは稀になり、一時は交流が復活したものの正統帝の即位後は明側が外交に対して消極的な方針を採ったため、ティムール朝と明の関係は疎遠になった。明以外に、東方からはチベットの使者もヘラートを訪れた。
シャー・ルフはオスマン朝、マムルーク朝などの西方のイスラーム国家とも交流を持ったが、交渉の場では高圧的な態度を顕わにした。ティムール朝の使節の無礼な態度に激怒したマムルーク朝のスルターン・アシュラフ・バルスバーイはシャー・ルフが贈った礼服を引き裂き、使者の頭を水の中に突き込んだとマムルーク朝の歴史家イブン・タグリービルディーは伝える。

## 文化事業

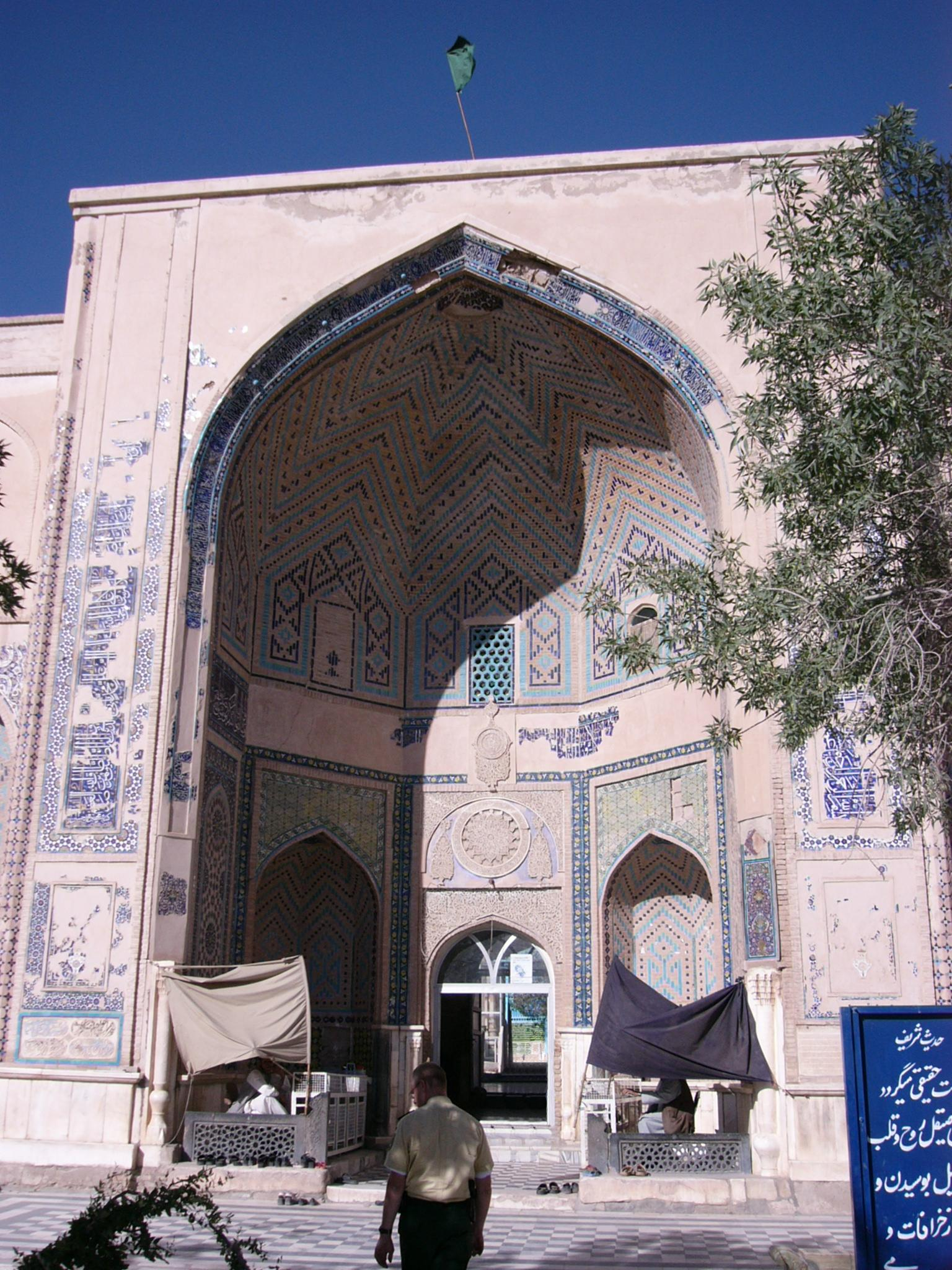
アブドゥッラー・アンサリ廟

詩作を好み書道を得意とする文人であり、建築事業と学芸の保護を振興した。建築事業としてヘラートのバザールと城壁の整備、中央大モスクの改修、病院の建設を実施した。代表的な建築物として、ヘラート出身のスーフィーであるアブドゥッラー・アンサリ（1005年 - 1089年）廟の増築が挙げられる。学芸については歴史家の支援に熱心であり、彼の後援を受けたヘラート出身の歴史家としてはアブドゥル・ラッザーク、ハーフィズ・アブルーが著名である。治世初期の反乱の鎮圧においても、文化の発展に貢献する事件が起きた。1414年にシーラーズで反乱を起こした甥のイスカンダルを破った時、彼に雇われていた宮廷画家を迎え入れた。これによってシーラーズ特有の絵画技法がヘラートにもたらされ、以後ヘラートがティムール朝の宮廷絵画の中心地となった。
しかし、王朝文化が発展した功績をシャー・ルフ1人だけに帰することはできない。図書館と書写施設を建設したバイソングル、多くの建造物を残したガウハール・シャードら他の王族もヘラートでの文化事業に積極的だった。他方ヘラートの外でも、サマルカンドのウルグ・ベクを筆頭とする王族、ホラズムの総督シャー・マリクら重臣が文化の保護を盛んにしていた。

## イスラームの君主として

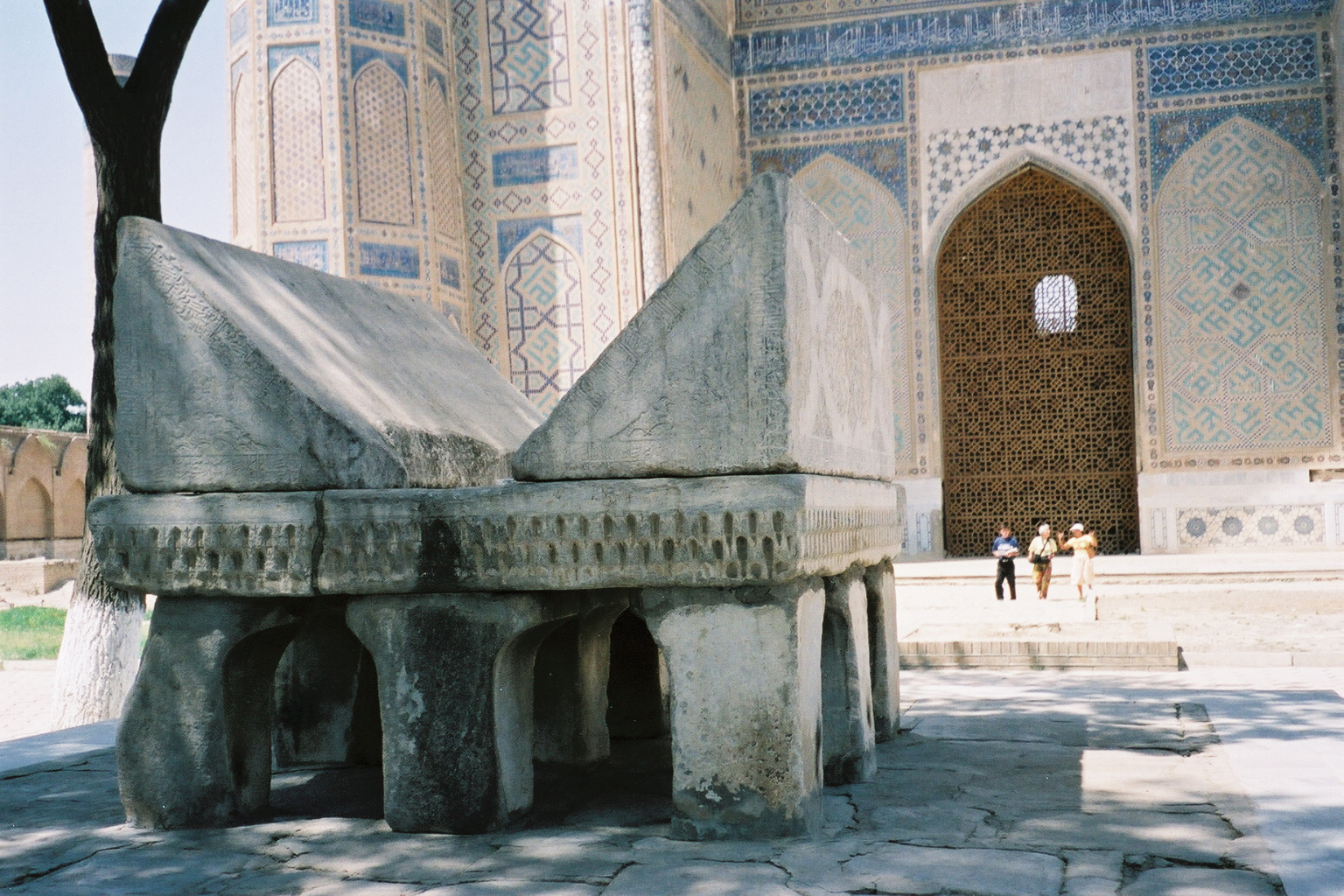
ビービー・ハーヌム・モスクの書見台

イスラーム法（シャリーア）の遵守を全面に出す敬虔なムスリムであり、父ティムールと異なりキュレゲン（チンギス・カンの婿）を名乗らず、傀儡のハンを立てようともしなかった。金曜日には一般の信徒と共にモスクで礼拝を行い、ムフタスィブの監視の下で自分の息子たちも対象とした厳格な禁酒を敷いた。建築事業としてヘラートにマドラサやスーフィー巡礼者のための宿泊施設を建て、サマルカンドのビービー・ハーヌム・モスクに巨大なクルアーンの書見台を寄贈した。イスラームの異端派に対しては厳しい弾圧で臨み、1427年2月には金曜礼拝を終えたシャー・ルフがモスクから出た時、異端の信者に腹部を刺される事件が起きた。
その一方で、シャリーアに反する商税（タムガ税）を救貧税（ザカート）と称して徴収する現実的な面も持ち合わせていた。

## 子女
- ウルグ・ベク - 長男、ティムール朝4代君主
- イブラヒーム・スルタン - アブドゥッラーの父
- バイスングル
- ソユルガトミシュ
- ムハンマド・ジューキー